# Propietat comunitària
La propietat comunitària, d'actius o organitzacions, és aquella on es posseeixen i es controlen a través de certs mecanismes deliberatius o de participació democràtica que permetin a una comunitat ser part de la seva gestió, ja sigui, usant o gaudint dels beneficis que es presentessin amb aquest actiu. El desenvolupament de la propietat comunitària, com a concepte i eina social, representa un símbol de l'emancipació col·lectiva per a diverses teories polítiques, econòmiques i socials, tal com ho és, l'anarcomunisme, on és una base essencial d'aquest sistema. També se'n pot trobar la defensa en altres corrents anarquistes, socialistes i anticapitalistes.